# Brian W. Kernighan

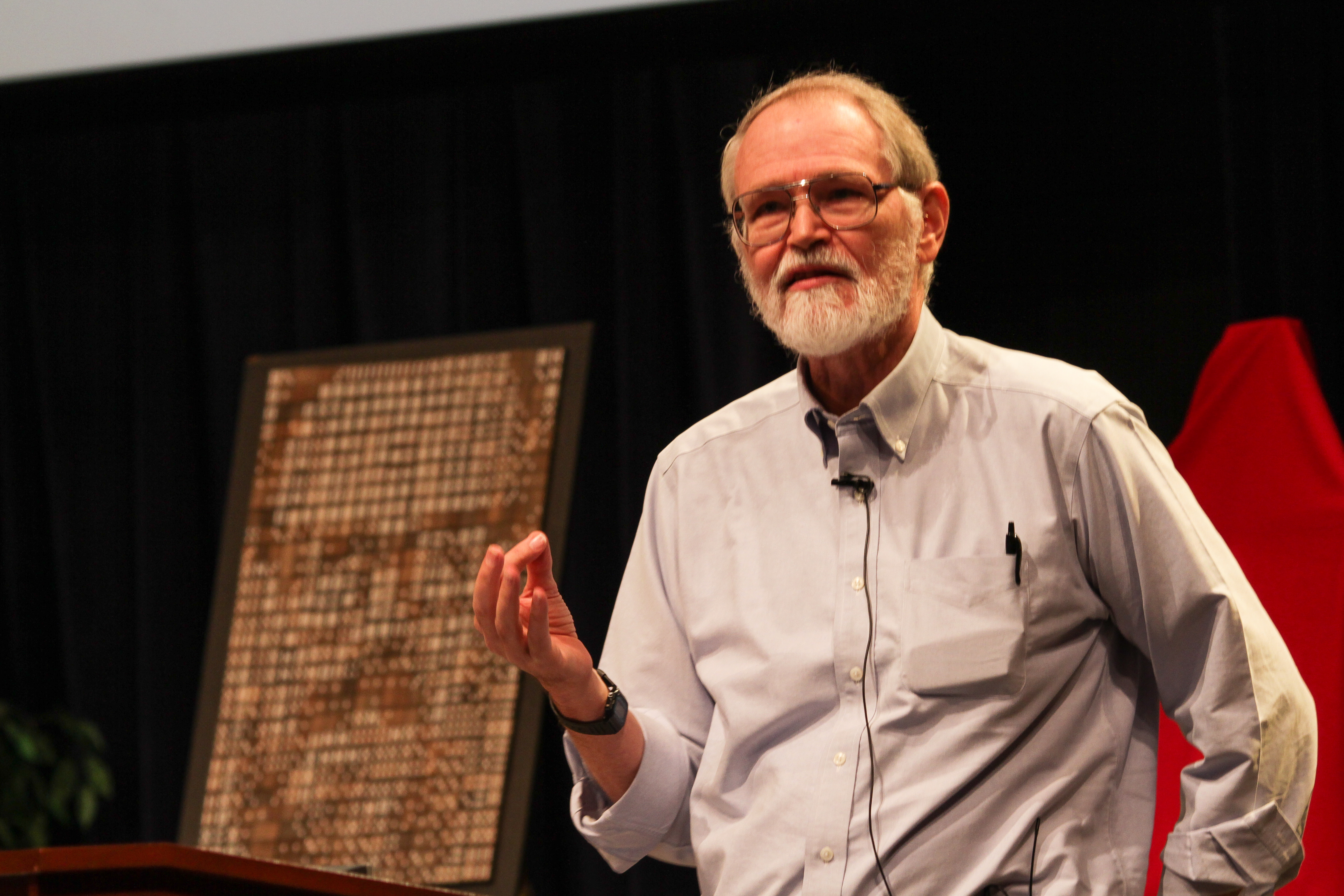
Brian Kernighan im Jahr 2012

Brian Wilson Kernighan [ˈkɛrnɪhæn] (* 1942 in Toronto, Ontario) ist ein kanadischer Informatiker, der als Koautor von The C Programming Language bekannt wurde. Er gilt als Mitentwickler von C, schreibt die Programmiersprache selbst jedoch ausschließlich Dennis Ritchie zu.

## Biographie
Kernighan machte an der Universität Toronto seinen Bachelor-Abschluss in Technischer Physik. An der Princeton University, wo er einen Doktorgrad in Elektrotechnik erwarb, ist er heute als Professor in der Informatik-Abteilung angestellt.
Er arbeitete in den Bell Labs und half die awk- und AMPL-Programmiersprache zu entwickeln. Des Weiteren schrieb er viele Unix-Programme, unter ihnen „ditroff“. Sowohl in „K&R C“ als auch in „awk“ steht das K für Kernighan.
1970 entwickelte er gemeinsam mit Shen Lin den heuristischen Kernighan-Lin-Algorithmus zur Partitionierung von Graphen und 1973 ebenfalls mit Shen Lin die Lin-Kernighan-Heuristik für das Problem des Handlungsreisenden. 
Rob Pike und Brian W. Kernighan veröffentlichten 1984 das Buch The Unix Programming Environment (deutscher Titel Der Unix Werkzeugkasten. Programmieren mit Unix), das in die Programmierprinzipien von Unix einführt.
1999 erschien das vielbeachtete Werk The Practice of Programming (deutsch: Programmierpraxis), das er zusammen mit Rob Pike verfasste. Die beiden Autoren stellen dort die Prinzipien „Simplicity, Clarity und Generality“ als grundlegend für die Programmierung dar. Die einzelnen Kapitel beinhalten unter anderem die Themen Algorithmen, Implementierung, Testen, Debuggen, Performance und Portabilität.
Kernighan wurde der INFORMS Impact Prize für 2012 zugesprochen. 2019 wurde er in die American Academy of Arts and Sciences gewählt.